# Iglesia de San Martiño de Salcedo
La Iglesia de San Martiño de Salcedo (Igrexa de San Martiño en gallego o Iglesia de San Martín en castellano) es una iglesia de estilo neoclásico localizada en el municipio capitalino español de Pontevedra. 

## Ubicación
La iglesia se encuentra en el lugar de A Igrexa, 32, en la parroquia pontevedresa de Salcedo, a 2 kilómetros del casco urbano de Pontevedra y de la avenida Josefina Arruti.

## Historia
La iglesia empezó a construirse en 1754.  Pedro Javier Ulloa, párroco de Salcedo desde junio de 1754 a febrero de 1795 sufragó la construcción de la iglesia de San Martiño, la casa rectoral y el cementerio de la parroquia. El templo terminó de construirse en 1774.
La iglesia conserva desde 1795 en un cenotafio próximo al altar la reliquia del que se considera el corazón del Arzobispo Malvar, reconocido por su labor como benefactor de Pontevedra y Salcedo, donde nació.
En 2025 finalizó una importante restauración de la iglesia de San Martiño, según proyecto del arquitecto Carlos Rosón, con la rehabilitación de la bóveda (en la que se habían detectado algunos desprendimientos en abril de 2018), el coro y su balaustrada, la fachada y la imagen ecuestre de San Martín de Tours y la techumbre. La iglesia reabrió sus puertas después de casi siete años cerrada, el 11 de mayo de 2025.

## Descripción

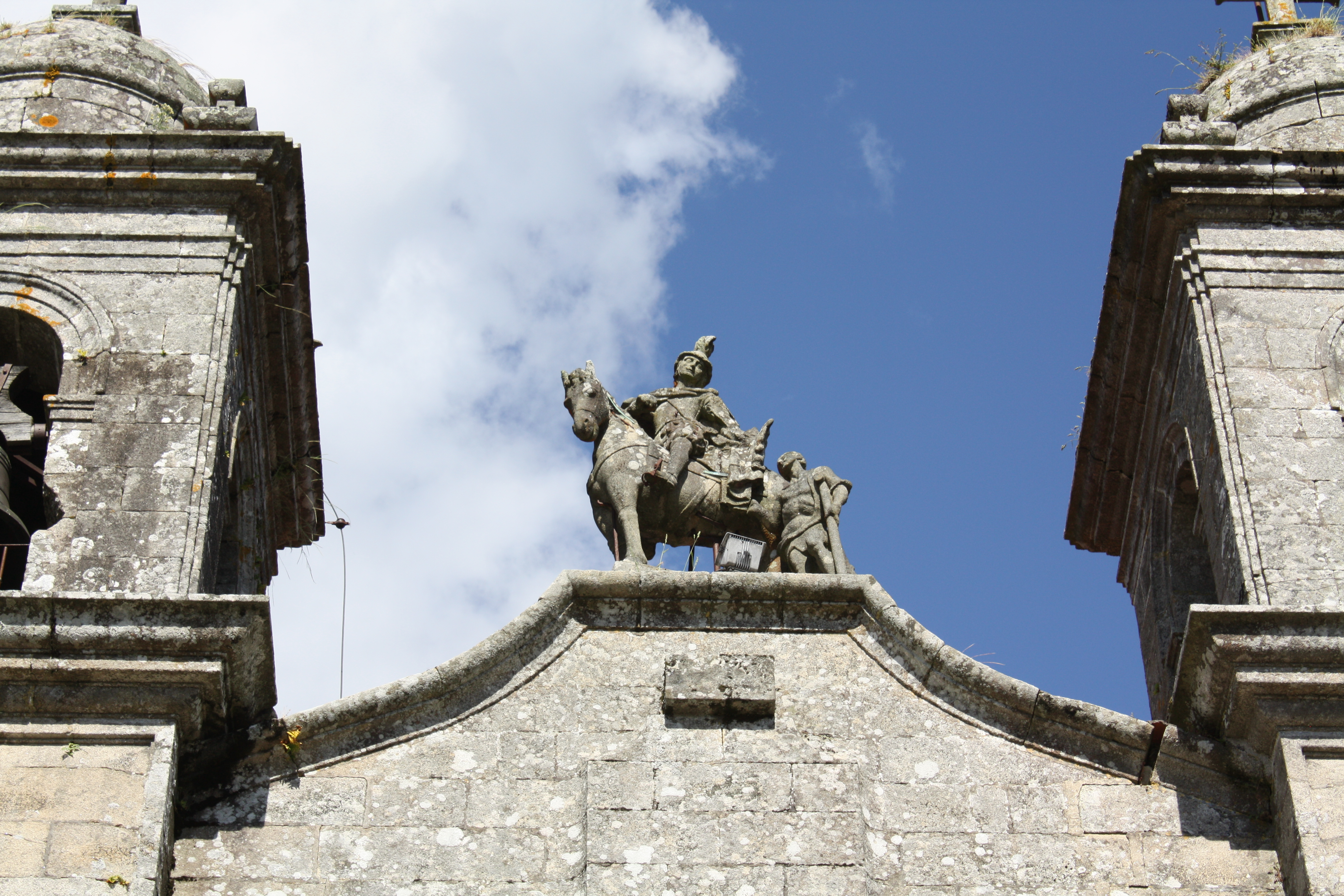
Estatua ecuestre de San Martín en la parte superior de la iglesia.

El templo, con una superficie de 296 metros cuadrados, es de estilo neoclásico y tiene planta de cruz latina. Está dedicado a la advocación de San Martín de Tours.
El exterior de la iglesia destaca por su sobriedad y simetría. Su fachada presenta una estructura de tres cuerpos verticales y dos esbeltas torres gemelas laterales coronadas por cúpulas semiesféricas y cruces arzobispales. La entrada principal está formada por una portada adintelada con orejeras superiores sostenida por pilastras rematadas en florones. Entre las torres, el conjunto se remata con una escultura ecuestre de San Martín de Tours. 
Sobre la puerta principal, una gran ventana rectangular con molduras enmarca el segundo nivel; por encima, un escudo sin labrar, probablemente reservado para las armas del arzobispo Malvar, corona el conjunto. El remate adopta forma de piñón mixtilíneo, culminado por una imponente escultura de San Martín a caballo, partiendo su capa para ofrecérsela a un necesitado. A ambos lados, se alzan torres de tres cuerpos: los dos inferiores, lisos y cuadrangulares, dan paso a un campanario con arcos de medio punto, rematado por un cupulín de piedra con cruz patriarcal y pináculos en las esquinas.
La iglesia de San Martiño tiene la peculiaridad que junto a la iglesia de San Bartolomé es el único templo católico pontevedrés que tiene dos campanarios.
En el interior del templo, de cruz latina, las naves están cubiertas por bóvedas de cañón. El crucero es de grandes dimensiones y más alto que la nave. La imagen de San Martín de Tours preside el altar mayor, representado con los rasgos idealizados de Manuel Ventura Figueroa, una de las figuras más influyentes del siglo XVIII. Destaca también en el interior la imagen de San José, obra del escultor Antonio Pernas.

## Galería de imágenes

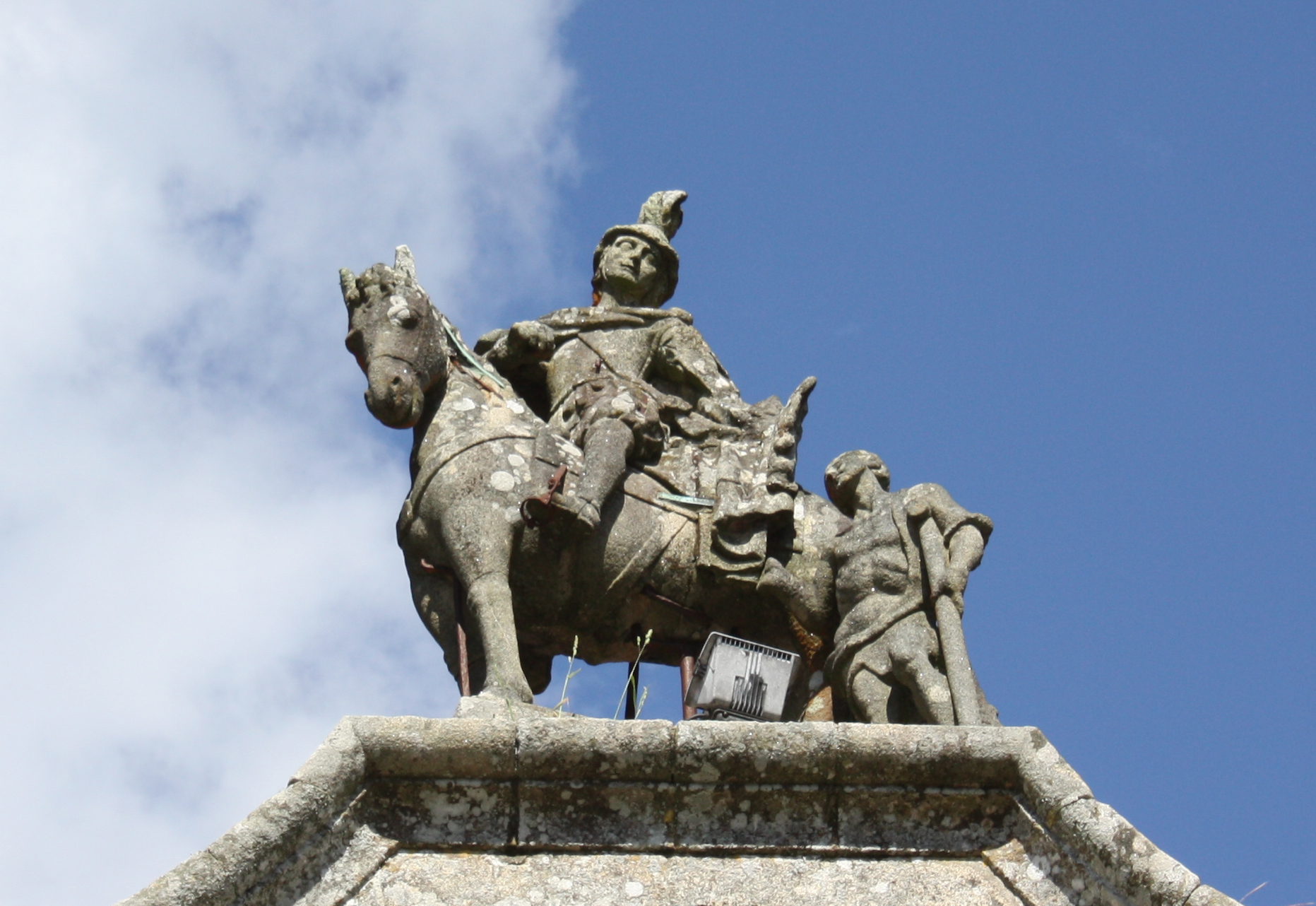
Estatua ecuestre de San Martín de Tours
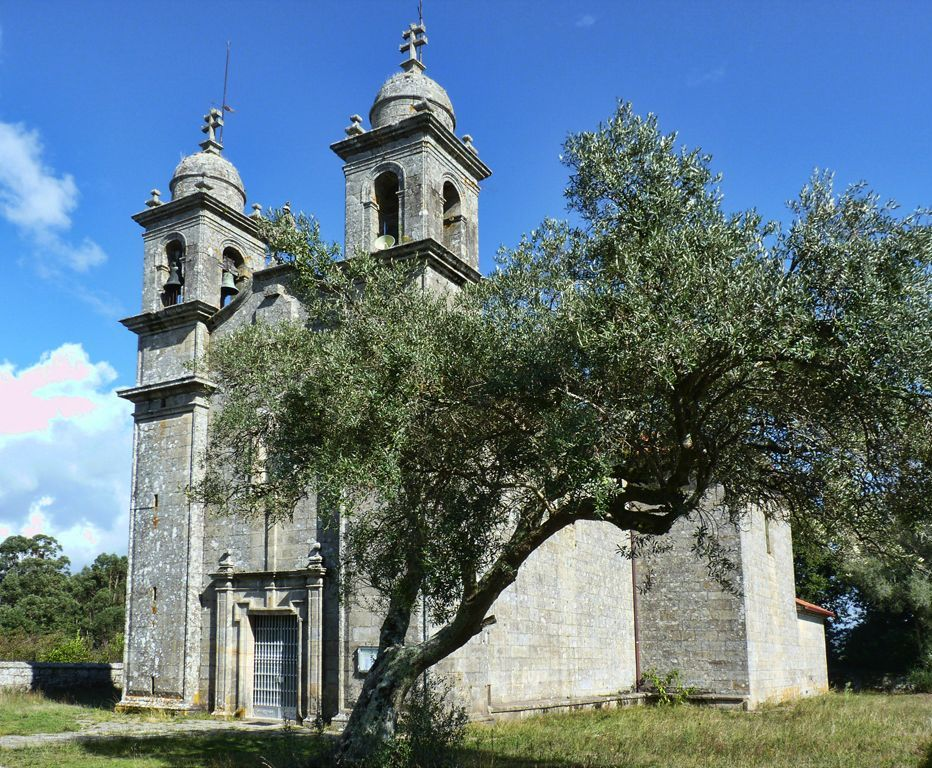
Fachada principal y lateral de la iglesia
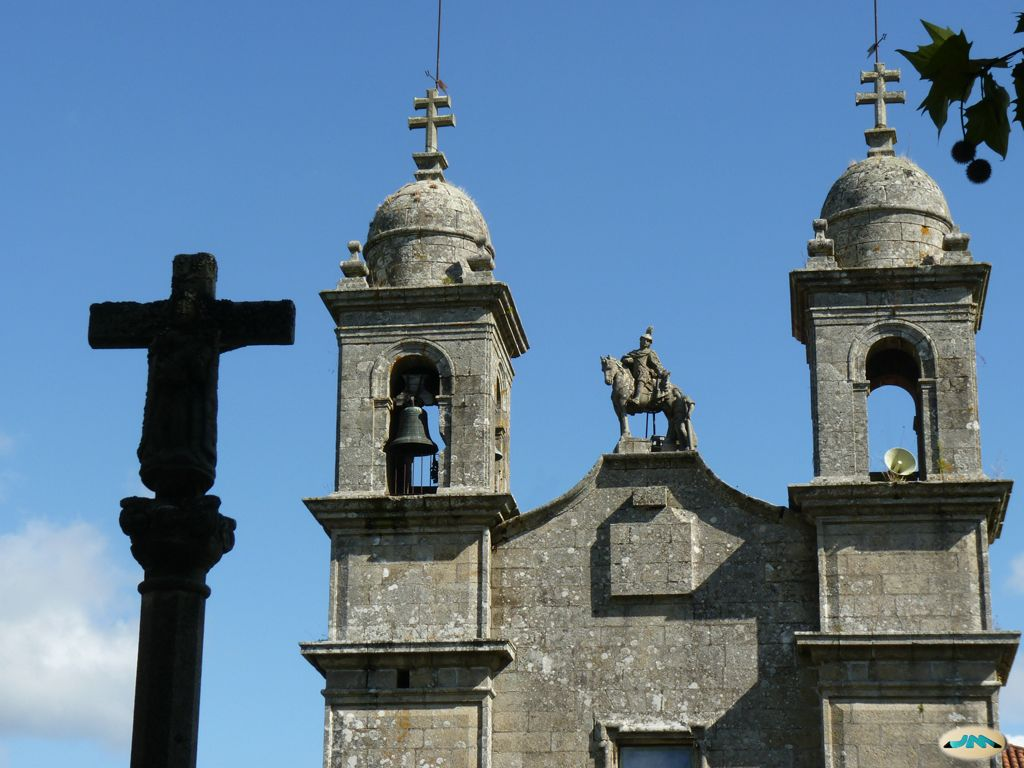
Torres gemelas de la fachada principal
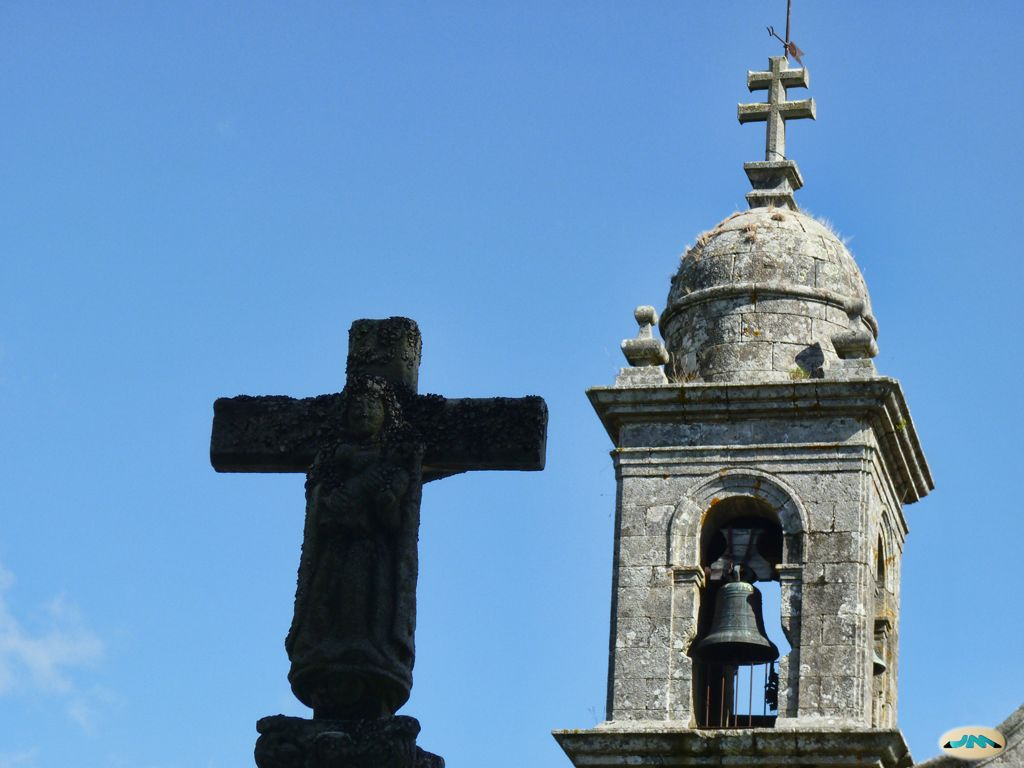
Torre con campanario, cupulín y cruz arzobispal